# Darwin IV
Darwin IV es un planeta ficticio, el lugar principal del libro Expedition de Wayne Barlowe. Darwin IV se ubica en un sistema planetario que contiene  dos soles. Se caracteriza por su singular biosfera que no es mayormente parecida a la que tiene la Tierra. El nombre hace a honor al descubridor de la evolución, Charles Darwin.

## Características
Darwin IV es un planeta con una atmósfera cuya densidad es un poco mayor que la atmósfera de la Tierra, muy rica en oxígeno e hidrogéno, ya que la mayoría de los seres que habitan este planeta usan esta fuente para su flotabilidad y modo de combustión.
A diferencia de la Tierra, Darwin IV carece de océanos, debido a la presencia constante de dos radiantes soles. En su lugar, un pequeño mar (no reconocible a cierta distancia del planeta) es lo único que es notable.
Los hábitats son en su mayoría desérticos, debido a la carencia de grandes recursos de agua, y los únicos sitios con una mayor densidad de árboles se encuentran cerca de las zonas fluviales, acuíferos y valles.

### Datos del libro
En el libro, Darwin IV es el cuarto de seis planetas situados dentro de un sistema solar binario, ubicado aproximadamente a 6,5 años luz de nuestro Sistema Solar. 
El planeta es descubierto a partir de una raza amiga de alienígenas conocidos como Yma. Los Yma, según el libro, crean para los humanos una nave que "supera la velocidad de la luz", y el viaje desde la Tierra hasta el planeta Darwin IV duraría hasta un par de años. 
Sin embargo, para que la tripulación evite el sufrimiento por la travesía, la nave contiene "cápsulas de hibernación".
Wayne también menciona que el planeta tiene un día de 26,7 horas, y una fuerza gravitacional 0,6 veces menor que la de la tierra.

### Datos de la serie
El planeta es informado por una nave artificial conocido como Von Braun, del largo de un submarino nuclear, desde el cual, la nave cataloga su ubicación y envía la información a la Tierra por medio de ondas de radio (las cuales tardan tres años en llegar a La Tierra).
Con un 20% a la velocidad de la luz, la nave llega al planeta después de 42 años. 
El compartimiento de la nave Braun contiene un satélite que informa sobre la litosfera del planeta, tres autómatas capacitados para catalogar sobre su superficie y buscar vida inteligente en el planeta. Los autómatas tienen su propio nombre:
- Balboa: En honor a Vasco Núñez de Balboa, de color rojo, el autómata se destruye a causa de una disfunción de su nave transportadora durante la entrada a su atmósfera.
- Leo: en honor a Leonardo Da Vinci, de color azul. Leo tiene el temperamento de un "niño aventurero", listo para acercarse a los animales y correr riesgos. Sin embargo, el automáta es destruido por alienígenas mientras catalogaba su ubicación, al poco de la llegada al planeta.
- Ike: en honor a Isaac Newton y es amarillo. Ike, es de un temperamento precavido, buscando formas de vida vegetales y demás, pero un tiempo después de que "Leo" fuese atacado, "Ike" recibió órdenes para modificar su comportamiento, asumiendo mayores riesgos. Ike fue destruido por alienígenas 162 días después de comenzar sus investigaciones sobre el planeta.

Los autómatas tenían mensajes holográficos que mostraban a seres que encontrasen y, en su caso, clasificaran como formas de vida "inteligentes" (capaces de comunicarse con sonido con otras especies).

## Características del planeta
Darwin IV es un planeta rocoso, parte de un sistema solar binario. Los planetas orbitan alrededor de dos soles muy próximos, orbitando el pequeño al más grande y masivo. 
Esto hace que los dos soles hayan menguado el sistema hidrológico del pequeño mundo, que aun así continúa resguardando multitud de formas de vida. 
Siendo en su mayor parte, un mundo compuesto por zonas semidesérticas , la biosfera está muy bien adaptada a este tipo de problemas. 
Es de reseñar que las precipitaciones propiamente dichas son bastante raras y se concentran en pequeñas zonas de montañas elevadas, que tampoco son muy frecuentes, ni muy relevantes.
La única zona marina del planeta, es realmente una asociación de formas de vida amébicas, que se han desarrollado en la superficie del mar, y su composición gelatinosa protege el agua del pequeño océano , de la radiación solar y de la evaporación.
La biosfera de Darwin IV ha tenido que adaptarse a orbitar dos estrellas, tener dos soles y a la consecuente meteorología semidesértica de la inmensa mayoría del planeta.

## Características de la fauna
Todas las criaturas utilizan el medio de ecolocación para percibir los alrededores (presentan un aparato a modo de sonar muy, muy desarrollado), ya sea por medio de chillidos, bramidos, rugidos, etc.
Son pocos los que presentan ojos, ya que los tienen bastante atrofiados o, directamente, no tienen ni rastro de órgano de visión alguno. 
La "cabeza" (o céfalo) es de una estructura muy compleja y altamente desarrollada, pues es la zona donde perciben más los estímulos. 
Estas criaturas también tienen fotofóros, es decir, orgános productores de luz, pero que solo son perceptibles en el espectro infrarrojo, pues las criaturas son más sensibles a esta fuente. 
Lo más notable, es que el campo visual de estas criaturas se compara con la visión térmica, similar a la de las víboras y serpientes de cascabel usando los hoyuelos fotorreceptores
Muchos de los animales vistos en Darwin IV presentan hermafroditismo.

## Fauna
Estas son las criaturas de Darwin IV; figuran el nombre de la criatura, su información y la imagen de tal especie.

### Arrowtongue (lengua de flecha)
Cazadores feroces y solitarios que se encuentran a través de los semidesiertos del planeta. Una lengua de flecha tiene un tamaño parecido a un Daspletosaurus o un Tyrannosaurus.
Una lengua de Flecha de 3,4 metros de alto, empala a su presa con un latigazo de su apéndice bucal, aserrado y con punta de flecha, de 8 metros de largo, que inyecta jugos digestivos. 
Al igual que muchas arañas en la Tierra (y la mayoría de los depredadores de Darwin IV), los lengua de flecha son liquívoros que inyectan jugos digestivos a sus presas; los jugos digieren a la presa en su propio cuerpo, y así el depredador luego chupa los restos licuados. 
Para la caza, recurre a dos fuertes patas, que le proporcionan una elevada velocidad de emboscada. Captura a su presa tras una veloz carrera, dándole un latigazo con la punta de su lengua. 
Así, una vez golpeada la presa, el depredador se retira, y espera a que la víctima muera, siendo digerida desde dentro. 
Entre sus presas se encuentran los GyroSprinter, los unths, los litorálopes y los prismálopes
Características especiales
Cola gemela: La cola gemela proporciona equilibrio y velocidad.
Patas: Se trata de un animal bípedo.
Las potentes y musculosas patas unguladas, proveen velocidad de arranque para la cacería
Lengua de flecha:
- Sumamente musculosa de 12 metros de largo y aserrada.
- Utilizada para atravesar a su presa e inyectarle jugos digestivos que licúan las vísceras de su víctima, que luego es absorbida y secada, quedando sólo la carcasa y partes duras.

Bioluces del lomo:
Utilizados para comunicarse con los congéneres y otras especies de animales.

### JetDarter (dardos reactores)
Los Jetdarter son llamados así porque tienen forma similar a la de un dardo; este ser volador y diminuto vive en pequeñas colonias alimentándose de todo animal muerto que encuentran, ya que son carroñeros.
Al igual que las Brochetas, durante el vuelo se impulsan mediante vainas a reacción, utilizando gas metano. 
Se apoyan en el animal muerto para alimentarse, y luego salen volando de nuevo. 

### Skewer (ensartadora volante)
Son los depredadores más temidos de Darwin IV, y cuentan entre sus presas a todos los animales terrestres grandes, exceptuando al enorme lomo arbolado y al gigantesco Zancudo Marino.
Esta forma de vida también es completamente aérea, no se la ha detectado nunca sobre tierra firme, tampoco tiene patas, ni algún otro tipo de apoyo que le permita un reposo. Tiene que mantenerse siempre activo, al igual que los tiburones hacen en el océano 
Su formidable atavío de caza incluye alas que se extienden 15 metros, y cuatro vainas “a reacción” propulsadas con metano, que pueden generar velocidades de hasta 322 km/h. 
Esta velocidad es utilizada para ensartar profundamente a sus víctimas, con la larga lanza ahuecada que sobresale de su cabeza. Entonces, las presas son llevadas hasta el aire y aspiradas en seco.
Los ensartadores cazan en pequeñas manadas, también en parejas, y se encuentran en el 90 por ciento del planeta. La única zona marina es lo poco que queda fuera de su influencia, ya que en ella sólo viven animales que, como presas, son inabarcables incluso jóvenes. 
Características especiales
Lanza nasal:
- La enorme lanza nasal curvada es utilizada para arrojar a las víctimas al aire, de una a otra, hasta que la víctima es vaciada completamente de fluidos. Es (según su descripción) hueca, y fuerte como el Titanio
- Alas:
- Son enormes (7,5 metros de largo cada una). Poseen vainas en las que queman metano y lo lanzan hacia atrás; esto los propulsa sin necesidad de mover las alas y les confiere la agilidad de un caza.

### Groveback (lomo arbolado)
Estas enormes criaturas similares a las tortugas, se desplazan utilizando un par de gruesas patas delanteras, parecidas a pilares; pero la mayor parte del peso es llevado por un enorme patín trasero, que deja una característica zanja profunda a su paso.
Durante un período de hibernación de 10 años, el lomo arbolado de 18 metros de altura, permanece enterrado e inmóvil bajo la superficie de Darwin IV. 
La vegetación echa raíces y crece sobre su enorme coraza porosa, una extraña forma simbiótica que da nombre a este monstruo. La alimentación se efectúa por medio de la porosa y fina piel desprotegida de su vientre y parte inferior. 
Cuando el animal emerge de su inactividad, el pequeño bosque deja de obtener nutrientes y, finalmente, es arrojado.
Las grandes estructuras con forma de ojo detrás de su nariz, son realmente enormes branquias que deben mantenerse húmedas en todo momento.
Características especiales
Coraza exterior:
- Durante la juventud, provee protección contra los depredadores.
- Proporciona la protección necesaria durante la alimentación.

Patas poderosas:
- Medio principal para avanzar.
- Su enorme tamaño es necesario para levantar y equilibrar la coraza exterior.

Alas dorsales:
- Durante la alimentación, la coraza porosa permite el crecimiento de plantas, proporcionando nutrientes.
- Proporcionan camuflaje cuando se alimentan.

Patín trasero: 
- Es el medio que tienen para apoyar la parte trasera de su enorme cuerpo, y le proporciona estabilidad.
- Deja una estrecha y honda zanja como rastro del paso del animal.

### Sac-Back
La periferia de la extensión ocupada por el Mar Amébico, debido a la retirada de los océanos, ha quedado convertida en una sombría e inhóspita región. 
Como el mar ha retrocedido de sus márgenes, ha quedado un paisaje allanado, más que nada unas tierras baldías. Allí, los SacBack deambulan, con su saco de desechos a la espalda y su caminar trípedo y torpe, caminando a tres patas y con un probóscide nasal. En la época de apareamiento, en cada una de las zonas hay una hembra autoenterrada junto a las que se detendrá para aparearse (mediante la unión de su probóscide con el de la hembra que sale del suelo), en uno de los más extraños rituales de la procreación en el planeta.

### Rayback
Más pequeño que su rival Arrowtongue, es depredador, el Rayback ocupa un nicho de alimentación ligeramente diferente en las llanuras de Darwin IV. 
Más rápido y ágil, el Rayback puede esquivar al Arrowtongue y, en consecuencia, puede hacer frente a la presa, como los volátiles que viajan bajo, un rebaño de animales jóvenes o unos GyroSprinter víctimas de una emboscada. 
Destaca por su particular temperamento agresivo, ofensivo y desagradable. Un Rayback cargará contra prácticamente cualquier cosa que se le ponga demasiado cerca, como se ha demostrado con una  regularidad casi cómica muchas veces durante la expedición. 

### Gyro-Sprinter (giro corredor)
Habitando las planicies de los dos hemisferios de Darwin IV, estos bípedos veloces pueden correr a más de 64 km/h, ayudados por un lomo extraordinariamente flexible que les permite estirarse para dar zancadas de 14 metros de largo. La estructura de sus dos patas musculosas sugiere la descendencia de un ancestro cuadrúpedo.
Son capaces de dar un viraje instantáneo para esquivar a un grupo de depredadores emboscados. 
El giro corredor posee un par de pequeños órganos parecidos a postes por encima y detrás del cuello, que funcionan como la burbuja de un nivel para ayudarle a mantener el equilibrio mientras se mueve a altas velocidades. 
Dos enormes fosas nasales en su lomo aseguran el suministro constante del aire de Darwin IV, para abastecer sus altos niveles de energía. Diminutas bio luces resplandecen sobre su cuerpo lampiño.
Ronzales:
- Ronzales superdesarrollados detrás del cuello:
- Ayudan a mantener el equilibrio permaneciendo horizontales, a pesar de la posición relativa del animal respecto del suelo

Cabeza:
- Pequeña cabeza huesuda también llamada cephalon
- Alberga principalmente órganos sensoriales
- Incluye una punta tipo funda para la lengua larga del animal

Cuerpo:
- Puede correr a 64 km/h
- Posee una espina flexible que se estira, permitiéndole dar zancadas de cerca de 50 metros

Patas:
- La estructura de sus patas musculosas indica que puede haber evolucionado de un ancestro cuadrúpedo. Parten de los lados del cuerpo, y parecen unirse bajo éste.

### Emperador del Mar Amébico (o zancudo marino)
Con más de siete pisos y unos 24 metros de altura, es la forma de vida más grande encontrada en Darwin IV. 
Vive exclusivamente en la superficie gelatinosa del mar Amébico, cuyas características únicas proporcionan tanto apoyo para su enorme tamaño, como su exclusiva fuente de alimento.
Debe mantenerse en constante movimiento, alimentándose continuamente del gel amébico que ingiere a través de las bocas de sus pies. 
Las muestras de comportamiento incluyen rugidos estruendosos y bio-luces azules, que enfatizan su cabeza encrestada, su lomo y su cola basculante.
Carece de enemigos naturales, debido a sus gigantescos tamaño y peso. Tan sólo los Eosapien son capaces de crearle problemas durante sus primeras etapas de vida. 
Asimismo, y debido a su permanencia vitalicia en la superficie gelatinosa del Mar Amébico, una agresión letal de las Beach Quill (Púas de Playa), las cuales son únicamente terrestres, es imposible de producirse. 
Características especiales
Cabeza:
- Carece de boca.
- Posee una variedad de complejas estructuras sensoriales.
- Dotada de bioluminiscencia.

Patas:
- La boca se ubica en la parte inferior de sus patas
- Enormes pies huecos, rebanan pedazos de matriz marina para alimentarse

Cuerpo:
- Gigantesco, bípedo, y generalmente muy poco denso, para poder vivir en la superficie gelatinosa amébica sin hundirse.
- Cerca de la cabeza, posee unos campos de energía.
- Las crías, voladoras, son atraídas cerca de estos campos.
- La estructura interna se vuelve más rígida y liviana al acercarse a su mollera
- Los músculos densos de las piernas y el tejido de la pelvis mantienen bajo el centro de gravedad, así puede soportar las ciclónicas tormentas del planeta.

### Mar amébico
Es un enorme conjunto de billones de  protistas y simbiontes que puede verse desde el espacio. En sus tejidos blandos, retienen y protegen las últimas reservas de agua oceánica del planeta. 
Son el alimento principal de los emperadores del mar, o Zancudos Marinos, además de soportar su masa sin apenas problemas, al crear una capa bastante densa sobre las aguas del Océano. 
Existen algunos tipos de seres en esta asociación, que son capaces de extenderse fuera de la superficie, y capturar pequeñas criaturas que viajen volando bajo.

### Beach Quill (púas de playa)
Estos animales viven adheridos al suelo en enormes colonias; estos esperan pacientemente la aparición de una presa para atacarla, disparándose a toda velocidad sobre el desprevenido animal, inyectándole una elevada dosis de neurotoxinas, causándole así una muerte lenta y finalmente consumiéndolo vivo.

### Daggerwrist (puño de daga)
Estos depredadores del tamaño de un hombre, habitan las copas de los árboles de las hondonadas boscosas de Darwin IV.
Es un animal extremadamente activo, curioso e inquisitivo, que utiliza sus antebrazos de punta de daga para balancearse entre las ramas. Pero también puede echarse al aire utilizando membranas de planeo, que despliega cuando extiende sus extremidades hacia afuera.
Su dieta consiste principalmente en chupadores de troncos. Poseen una compleja pseudo-mandíbula en la cual se destaca un tubo muy musculoso rematado por una mandíbula con púas; este tubo se extiende hacia afuera para sondear a la presa, del mismo modo que lo hacen las serpientes.
También es capaz de perforar el tronco con la punta de la daga, para alimentarse directamente de la sabia. 
Gracias a su particular modo de vida, casi siempre entre los bastante próximos árboles de los bosques, es una presa inhabitual de las Brochetas Voladoras. 
Características especiales
Dagas:
- Utilizadas para colgarse y balancearse entre las ramas, y para hincarlas en los troncos de los árboles cuando se trepan
- Los nudillos ubicados en la parte superior de las dagas son utilizados para caminar.
- Golpean con las dagas a su presa para aturdirla y arrojarla al suelo.

Timones dorsales:
- Ayudan con la agilidad cuando planean
- Sirven como protección de ataques por la retaguardia

Abdomen alado:
- Permite planear por el aire
- Una envergadura más pequeña se adapta a la gravedad reducida de Darwin IV.

Comunicación:
- Se comunica a través de estallidos con sonido metálico

### Bladderhorn (cuerniplano)
Su nombre proviene del extraño graznido producido por los machos, procedente de un par de vejigas inflables sujetadas de las estructuras tipo cuernos, que tiene a cada lado del cuerpo.
Los Cuerniplanos viven vidas solitarias en las regiones montañosas del planeta, y son los residentes más territoriales de Darwin IV, dando lugar a demostraciones distintivas de amenaza, que combinan graznidos vigorosos con vívidas bioluces que espantan tanto a sus rivales como a los depredadores. Sólo se conoce al macho de esta especie.
Características especiales
Vejigas inflables con cuernos:
- Durante la época de apareamiento, producen un extraño llamado, aspirando aire frío dentro de sus vejigas con cuernos.

### Artic Sedge Slider
Los patinadores árticos son de las pocas criaturas del planeta que tienen la capacidad de vivir en el frío. En el caso de que se aproxime una tormenta o algo peligroso, ocultan su cabeza dentro de su cuerpo jorobado y macizo, para luego sacarlos una vez que el peligro se va. Además, cuentan con un sonar bastante complejo, que le permiten captar el lugar a 360° dentro de su campo visual.

### Prung-head (cabeza puntiaguda)
Son cazadores pequeños y bípedos, toscamente similares a un dinosaurio dromeosáurido. De un tono canela, estos ágiles corredores deben su nombre a su cabeza adornada con "cuernos". 
Características principales: 
Conducta:
- Cazan en grupos de cinco o más. Entre todos colaboran para acorralar a su presa, por lo general Gyro-Sprinters o Prismálopes.

### Beach Loper
Esta criatura bípeda recuerda un poco a un elefante por el tercer miembro frontal con forma de trompa.

### Unth
Viven en Darwin IV en pequeñas manadas, y muestran rasgos de comportamiento característicos de animales herbívoros sociales, incluyendo la agresión intraespecífica y una variedad de ostentaciones. 
Aunque ellos poseen sacos de aire en sus costados, su nombre deriva del sonido distintivo de sus fuertes pisadas.
Miden un promedio de 8 metros de alto, y están en perpetuo movimiento buscando vegetación. 
Sin embargo tienen que estar desconfiando constantemente de una serie de depredadores, incluyendo los lengua de flecha y los ensartadores.

### Eosapien
La única criatura inteligente del planeta Darwin IV. Tiene forma de un pulpo flotante, se mantiene en el aire gracias a un globo de metano. Está en la cima de la cadena alimentaria de Darwin IV, al igual que la especie humana, que es una característica intrínseca de una especie inteligente. 
Es, por lo menos, cinco veces más alto que las sondas de exploración Leo y Ike. Saben utilizar ramas como artilugios y hacer círculos grandes en el suelo.
Suelen vivir en las zonas montañosas del planeta, pero son capaces de recorrerlo completamente.

### Littoralope (litorálope)
Este herbívoro de Darwin IV tiene la cola con la misma forma que la cabeza. Esto es seguramente usado para que sus depredadores (Entre ellos, los Lengua de Flecha y las Brochetas Voladoras) no sepan en qué dirección huirán. También suelen dispersarse para que el depredador sólo pueda atacar a uno.
Tienen el lomo ligeramente acorazado para mejorar su protección pasiva, en caso de ser atacados.

### Ebony Blister-Wing
Estas criaturas de 300 metros de envergadura son los más grandes animales voladores de Darwin IV.

### Trunk Sucker (chupatroncos)
Estos animales planeadores se comportan de una manera parecida a los pájaros carpinteros. se apoyan en los troncos de los árboles, se apuntalan econ su cola y toman la savia del árbol. Son presas del Puño de Daga.

### Flipstick
Estas enormes criaturas cilíndricas de 60 metros de alto. Para desplazarse, estas criaturas saltan 180° y aterrizan sobre la base opuesta del cuerpo. 

### Prismalope (prismálope)
Estos animales de tres patas tienen la cabeza parecida a un prisma (De ahí su nombre). En ella se encuentran unos pequeños tentáculos con los que atrapa presas pequeñas. Tienen un gran multitud de depredadores, entre ellos, los Lengua Flecha, las Brochetas Voladoras y los árboles carniceros.

### Forest Slider
Al nacer, estas criaturas son cuadrúpedas, pero cuando maduran se convierten en bípedas cuando sus patas traseras se arrugan y se caen.

## Flora
Se detallan en este apartado, el nombre de la especie, sus características y forma de vida. 
Árboles calabaza
Son árboles con forma de calabaza que se elevan a 15 pisos sobre el suelo con unas raíces. Siendo tan grandes, y con esa forma característica, el interior de estos árboles estaría formado por algún tipo de material esponjoso. Viven en colonia.
Hongos eléctricos
Estos hongos son muy similares a los de la tierra. 
Son gigantes, de color rojo y dan una descarga eléctrica a todo lo que encuentre a su alrededor. De ser así, no se sabe si son plantas o alguna otra forma de vida, ya que usan las descargas para aturdir o matar a su víctima y alimentarse de ella.
Plantas esponja-virus
Son plantas con forma de bola que se sostienen con una rama. No tienen hojas. Parecen estar formados por algún material biológico con textura de esponja.
Tomates de Darwin
Son esferas que tienen la mitad enterrada en el suelo. Son muy similares a los tomates terrestres, pero más grandes. Viven al lado de plantas esponja-virus, quizá en cierta simbiosis.
Árboles de Darwin IV o Árboles de Corteza de Placas
Son árboles muy similares a los terrestres, ya que tienen el tronco de color marrón, rama y hojas verdes, así que es posible que realicen la fotosíntesis. También producen la sabia, el alimento de los chupatroncos. Los Puño de Daga planean de rama a rama entre árboles.
Árboles carniceros
Al igual que los hongos eléctricos, estos "árboles" cazan como animales. Tienen ramas con púas para clavárselas a su presa. 
Sus presas incluyen los prismálopes e, incluso, es el único ser vivo de Darwin IV que da caza activa a las peligrosas Brochetas Voladoras. 
- Datos: Q850959